# The Cowboy and the Lady (Lied)
The Cowboy and the Lady ist das Titellied aus dem gleichnamigen Film, deutscher Titel Mein Mann, der Cowboy. Im Film wird das von Lionel Newman komponierte und von Arthur Quenzer getextete Lied von einigen Cowboys in einem Restaurant gesungen.
Auf der Oscarverleihung 1939 war es in der Kategorie „Bester Song“ nominiert, musste sich jedoch Ralph Raingers und Leo Robins Song Thanks for the Memory aus dem Film The Big Broadcast of 1938 geschlagen geben.
Lionel Newmans Bruder, der Komponist Alfred Newman, war in der Kategorie Beste Original-Filmmusik für den Film The Cowboy and the Lady ebenfalls für den Oscar nominiert. Die Auszeichnung ging jedoch an Erich Wolfgang Korngold und den Film Robin Hood, König der Vagabunden. Quenzer war 1939 außerdem noch nominiert für das Lied Merrily We Live aus dem gleichnamigen Film, deutscher Titel Wie leben wir doch glücklich!. 
John Denver war im Jahr 1981 sieben Wochen mit dem Lied in den US-Billboard-Charts vertreten.
Neben weiteren Interpreten nahm auch der Countrysänger Jason Aldean den Song auf.